# Cameron Sutton
Cameron Sutton (15 de septiembre de 1988) es un deportista australiano que compitió en taekwondo. Ganó una medalla de plata en el Campeonato de Oceanía de Taekwondo de 2012 en la categoría de –58 kg.

## Palmarés internacional
| Campeonato de Oceanía | Campeonato de Oceanía  | Campeonato de Oceanía | Campeonato de Oceanía |
| Año                   | Lugar                  | Medalla               | Categoría             |
| --------------------- | ---------------------- | --------------------- | --------------------- |
| 2012                  | Gold Coast (Australia) | Medalla de plata      | –58 kg                |